# آرنو گونزالس
آرنو گونزالس (انگلیسی: Arnaud Gonzalez؛ زادهٔ ۲۴ اوت ۱۹۷۷) بازیکن فوتبال اهل فرانسه است که در پست هافبک تهاجمی بازی می‌کرد.
از باشگاه‌هایی که در آن بازی کرده‌است می‌توان به باشگاه فوتبال گنگام و باشگاه فوتبال اوسر اشاره کرد.
وی همچنین در تیم‌های ملی فوتبال زیر ۱۶ سال فرانسه، زیر ۱۷ سال فرانسه، زیر ۱۸ سال فرانسه، زیر ۱۹ سال فرانسه، و زیر ۲۱ سال فرانسه بازی کرده‌است.